# Kaspij Aktau
Kaspij Aktau (kaz. Каспий Ақтау Футбол Клубы) – kazachski klub piłkarski z siedzibą w Aktau, grający w Byrynszy liga.

## Historia
Chronologia nazw:
- 1962: Stroitiel Szewczenko (kaz. «Строитель» (Шевченко))
- 1964: Trud Szewczenko (kaz. «Труд» (Шевченко))
- 1990: Aktau Szewczenko (kaz. «Ақтау» (Шевченко))
- 1992: FK Aktau (kaz. ФК «Ақтау»)
- 1993: Munajszy Aktau (kaz. «Мұнайшы» (Ақтау))
- 1999: FK Aktau (kaz. ФК «Ақтау»)
- 2000: Mangystau Aktau (kaz. «Маңғыстау» (Ақтау))
- 2002: Kaspij Aktau (kaz. «Каспий» (Ақтау))

Klub został założony w 1962 jako Stroitiel, dwa lata później zmienił nazwę na Trud. Na początku istnienia występował w rozgrywkach lokalnych. Dopiero w 1979 debiutował w Wtoroj Lidze, strefie 5 Mistrzostw ZSRR. W 1980 roku zajął 18. miejsce i pożegnał się z rozrywkami na szczeblu profesjonalnym. Potem w ostatnich dwóch mistrzostwach ZSRR (1991-1992) występował we Wtoroj Niższej Lidze.
W 1992 jako FK Aktau debiutował w pierwszych rozgrywkach o mistrzostwo niepodległego Kazachstanu. W następnym roku zmienił nazwę na Munajszy Aktau, ale zajął 20. miejsce i spadł na rok do Pierwoj Ligi. W 1996 klub zajął wysokie 4. miejsce, ale zrezygnował z dalszych występów. Po roku nieobecności w 1998 ponownie startował w Pierwoj Lidze. W 2001 jako Mangystau Aktau na rok powrócił do Wysszej Ligi. Od 2002 występował w Pierwoj Lidze pod nazwą Kaspij Aktau.

## Sukcesy
- Wtoraja Liga ZSRR, strefa 7: 18. miejsce (1980)
- Mistrzostwo Kazachskiej SRR: mistrz (1978)
- Puchar Kazachskiej SRR: zdobywca (1977, 1978)
- Priemjer-Liga: 4. miejsce (1996)
- Puchar Kazachstanu: finalista (1996)